# 凯瑟琳·霍华德
凯瑟琳·霍华德（英語：Catherine Howard，約1523年—1542年2月13日），名字亦可拼写作Katherine。英格蘭國王亨利八世第五任妻子，諾福克公爵第二個孫女，埃德蒙·霍华德的女儿，瑪麗一世、伊莉莎白一世的繼母，被称为“无刺的玫瑰”，同時她也是亨利八世的六個王后中，最漂亮的一個。克里維斯的安妮於1540年7月與亨利八世離異後一個月，她與國王結婚。婚礼于7月28日在萨里郡的奥特兰宫举行。一年後被托馬斯·克蘭麥指控婚前曾與一位音樂家和一位親屬發生過肉體關係，1541年與亨利八世離婚，一年後她以通姦罪遭斬首（1542年2月13日）。1543年亨利八世與凱薩琳·帕爾結婚。

## 生平

### 早年
凯瑟琳是埃德蒙·霍華德与乔伊斯·卡尔佩珀（Joyce Culpepper）的第十个孩子。她的兄姊包括（未按长幼次序排列）：拉尔夫、乔治、亨利、查尔斯、玛丽、托马斯、伊莎贝尔、乔伊斯、玛格丽特。
凯瑟琳的准确出生日期没有定论，只知道是1520年至1525年间。凯瑟琳出身贵族世家，是第三代諾福克公爵托馬斯·霍華德的侄女，亨利八世第二任妻子安妮·博林的表妹。她父亲是次子，不得不依附于更有权势的亲属们。在安妮·博林的帮助下，他于1531年获得了在加莱的一个职位。而年幼的凯瑟琳则投奔到孀居的教祖母诺福克公爵夫人阿格尼斯·蒂尔尼处（Agnes Tilney，是凯瑟琳祖父的第二任妻子）。
公爵夫人住在奢华的兰贝斯宫，有人数众多的男女随从，还有很多穷亲戚的孩子都受其荫护。然而公爵夫人经常呆在宫廷，对孩子们的教育和抚养十分松懈。凯瑟琳可以读写，她的受教育程度比起同时代的大多数英国女性来说要好些，但是在亨利众多妻子中却是最差的。她常被形容为愉悦活泼，但从来没有人说她博学或虔诚。在公爵夫人宅第放任自流的环境中，1536年，她和音乐教师亨利·曼诺克斯（Henry Mannox）发生了暧昧关系，当时她年仅11或13岁。凯瑟琳成为王后之后任命曼诺克斯做王室音乐家。后来在审讯中，曼诺克斯提供了对凯瑟琳不利的证词。曼诺克斯和凯瑟琳都承认双方有过性關係（但僅止於愛撫 ）。
1538年，凯瑟琳有了新的追求者：公爵夫人的秘书弗兰西斯·迪勒姆。他们很快成了爱人，以夫妻相称。迪勒姆甚至将自己的钱财也交给凯瑟琳保管。凯瑟琳的很多室友都知道此事，但这段恋情在公爵夫人的干预下于1539年结束。凯瑟琳与迪勒姆约定等他从爱尔兰回国后就结婚。在当时的教会看来，只要在发生性关系之前互相宣誓结婚的意愿，即可视作有效婚姻。

### 初到宫廷
凯瑟琳的叔叔帮她在亨利八世的宫廷中谋得一个位置，當亨利八世的第四任妻子克莱沃的安娜的女侍官。凯瑟琳天生麗質，很快赢得了亨利的注意。她的亲属们则疑虑重重，觉得凯瑟琳太过年轻难以应对作为国王情妇的种种职责，何况她才来到宫廷不过数月。另一方面，安妮·博林的通奸指控和处死使得诺福克家族在亨利八世的宫廷中颜面尽失，家族将凯瑟琳视作重振声威的希望，同时也是在英国重新树立天主教信仰的希望。凯瑟琳受到的青睐使家族的影响力与日俱增。在短短数月间，国王赠与了大量的土地和昂貴衣物给凯瑟琳。

### 婚姻
如前所述，亨利八世之前，凯瑟琳与迪勒姆即有实质婚姻关系，一直持续到她与亨利结婚之后，直到1541年迪勒姆去世才告结束。1540年7月9日，亨利宣布与安妮的婚姻无效，据传此时凯瑟琳已经怀有亨利的孩子。他们在7月28日迅速结婚，可能是出于亨利对于合法继承人的急迫渴望。当时亨利已经年近五旬，腰围渐宽，他用财富、珠宝和各种奢华的礼物包围了凯瑟琳。与法国的战争和宗教改革给亨利带来诸多烦恼，他寄希望于新妇给他重新带来平静和快乐。而凯瑟琳的训辞「君愿即我愿」（Non autre volonte que la sienne）也显示了她作为王后冀求取悦国王的心愿。
然而，尽管拥有了财富和权力，凯瑟琳很快发现婚姻生活毫无意趣。她结婚时并未真正怀孕，丈夫臃肿的身形也令人厌烦（他当时体重136公斤，大腿的伤口溃烂不止）。1541年初，在凯瑟琳的年長女侍官罗奇福夫人简·博林（Jane Boleyn，安妮和玛丽·博林的兄弟、罗奇福德子爵乔治·博林的遗孀）的帮助下，她开始与朝臣托马斯·卡尔佩珀私下幽会。没有事实证据表明两人真的发生了通奸，但这段关系确实维持了较长时间，且约会频繁，疑似有淫亂行為。
1541年夏，国王夫妇在英国全境巡行，期间有例行的怀孕征兆检验，这或许说明两人仍保持性生活。与此同时，凯瑟琳的私通也没有停止。为了让那些曾经在兰贝斯宫目睹过她轻率行为的人们闭嘴，她雇用了很多旧识。特别是将亨利·曼诺克斯聘为宫廷音乐家，将弗兰西斯·迪勒姆聘为私人秘书。然而这一切都导致了灾难性的后果。

### 垮台
1541年末，北方巡行结束后，一位新教改革者约翰·拉塞勒斯揭发了凯瑟琳的轻率行为。拉塞勒斯的妹妹玛丽·霍尔是公爵夫人的女仆，为了打击天主教的霍华德家族，他将王后通奸的消息密告给了当时的坎特伯雷大主教、亨利的亲信托马斯·克兰麦。
克兰麦于1541年11月2日将揭发此事的密信交给亨利。亨利并不相信，但他同意克兰麦进一步调查。几天之内，就找到了确实的证据，包括迪勒姆和卡尔佩珀在伦敦塔受刑后的招供，以及凯瑟琳亲笔给卡尔佩珀的情书。
11月12日，凯瑟琳被捕。据说她曾逃离追捕者，跑到亨利做弥撒的教堂前捶打大门、高喊亨利的名字。然而最终她还是被抓住，关押在汉普敦宫的房间，身边仅有罗奇福夫人陪伴。她被禁止面见亨利，克兰麦亲自负责对她的审讯。后来克兰麦曾说：“我第一次看到有人这样悲哀、这样消沉，任谁见了都会由衷地怜悯她。”他命令守卫移除所有可能被她用来自杀的物件。
若凯瑟琳承认她与迪勒姆有婚约在前，那亨利八世很快就能宣布他与凯瑟琳的婚姻无效，并将凯瑟琳逐出宫廷。她也许会过上声名败坏、穷困潦倒的流亡生活，但可以逃脱安妮·博林的悲惨命运。然而凯瑟琳坚决否认，她坚持说迪勒姆强奸她。

### 监禁和死亡
11月22日，凯瑟琳被褫夺了王后头衔，整个冬天她被关押在米德尔塞克斯郡的赛恩修道院。卡尔佩珀和迪勒姆则于1541年12月10日在伦敦泰伯恩处死。前者斩首，后者车裂。两人的头颅循例悬挂在伦敦桥上。她的亲属除了叔叔诺福克公爵外，都被关押到伦敦塔。这些霍华德家族的成员们经过审讯都被认定有罪，判处终身监禁和没收财产。不过后来他们均被释放，财产也恢复了。
凯瑟琳本人一直被拘禁到1月21日国会通过《褫奪公權法》，其中规定试图叛国也可以被处以死刑。这样凯瑟琳是否已有婚约都无关大局，因为王后通奸就是叛国。2月10日，她被送往伦敦塔。11日亨利御准《褫奪公權法》，凯瑟琳的处刑定在13日早晨7点。
处刑前夜，凯瑟琳不断练习怎样将自己的头颅放在行刑台上。处刑时，她虽然苍白惊恐，需要人扶上断头台，但尚属镇静。她做了简短的演说，表示判决是正当公正的，并为自己的家人请求怜悯，祈祷灵魂得赎。根據流行的民間傳說，她最后的话是：“我以王后的身分赴死，但我更希望能作为卡尔佩珀的妻子而死。”然沒有確切的目擊證詞支持這個說法。根據當時的紀錄，她最後所說的均是當時被處以極刑者慣例的遺言，如請求寬恕自己的罪孽、承認背叛對自己無比宽厚的國王的罪行確實該以「萬死」償還。這類與國王相關的遺言在這段時期（亨利八世治下）的死刑犯之間十分普遍，目的多是為了盡最後的努力保護餘下的親眷不受牽連。
她一击毙命，尸体被埋葬在伦敦塔附近的圣彼得皇家礼拜堂，她的表姊安妮·博林也葬在那里。亨利没有到场。圣彼得堂于维多利亚时代重新整理，凯瑟琳的尸体被辨认出来，现在，在纪念丧生绿塔的人们的西墙上，也有她的名字。
法国的弗朗索瓦一世给亨利八世写过一封信对失去“放荡不羁的王后”表示遗憾，他还说“女人的轻佻不会屈从男人的荣誉”。:475

## 历史学研究
维多利亚时代的作家阿格尼斯·史垂兰认为凯瑟琳是无辜的，她的所有罪名都是莫须有。美国学者雷西·鲍德温·史密斯认为她是一个享乐主义者。阿丽森·威尔在1991年的《亨利八世的六个妻子》一书中则将她描述成一个“没头脑的荡妇”。
也有的传记作家对凯瑟琳报以同情。如大卫·斯达克（David Starkey），他对凯瑟琳通奸一事的理论颇有革命性。女权主义者凯伦·林赛对于凯瑟琳个性的分析也带有同情色彩。

## 凯瑟琳的肖像
珍·西摩死后多年，画家们仍然画她，因为亨利仍然青睐这位唯一给他生下男孩的的王后。画家们往往描摹小霍尔拜因为珍·西摩画的肖像，那也是她生前唯一留下的全幅画像。然而凯瑟琳就没有这样的待遇。她被处死后，甚至霍华德家族都将她的画像从家族画廊中移除。亨利对她的不忠耿耿于怀，谁也不敢保留她的画像。
在很长一段时间里，小霍尔拜因的一幅作品被认为是唯一留存的凯瑟琳画像。也有的历史学家对此表示怀疑，如安东尼亚·弗雷瑟认为此肖像是珍西摩的妹妹伊丽莎白·西摩。人物与珍极为肖似，特别是脸颊部，而且她的衣着为寡妇装束，这並不合理。另外，画中人21岁，而凯瑟琳21岁之前就被处死了。
另外还有一幅肖像据称是凯瑟琳的。那是一幅水彩迷你像，根据人物的衣着可以判断画作完成于凯瑟琳为王后的时代。她戴着的首饰与珍·西摩在正式画像中所戴的极为相似，应该属于王室财产。不过，该肖像也有可能是亨利的苏格兰外甥女玛格丽特·道格拉斯夫人（苏格兰的玛丽的婆母）。

## 电影和电视
凯瑟琳的形象多次出现在电影电视中。包括：
- 《汉普敦宫廷》（英語：Hampton Court Palace），1926年的默片，加百列·默顿（英语：Gabrielle Morton）扮演；[12][13]
- 《亨利八世的私生活（英语：The Private Life of Henry VIII）》，1933年。查尔斯·劳顿主演，凯瑟琳由舞蹈家比妮·巴恩斯（英语：Binnie Barnes）扮演，故事从安妮·博林被处死讲到亨利迎娶凯瑟琳·帕尔；
- 《年轻的贝斯（英语：Young Bess）》[14]，1953年。这是一部关于伊丽莎白一世年轻时代的电影，凯瑟琳由美国演员多恩·亚当姆斯（英语：Dawn Addams）扮演，仅有10秒钟的镜头
- 《亨利八世的六个妻子)（英语：The Six Wives of Henry VIII (BBC TV series）》[15]，1970年BBC电视剧，6集。凯瑟琳由安琪拉·普莱桑斯（英语：Angela Pleasance）扮演，该版本中的凯瑟琳工于心计，利用卡尔佩珀试图怀上孩子；
- 《亨利八世》和《亨利八世的六个妻子（英语：The Six Wives of Henry VIII (documentary)）》[16]，英国第四台的电视纪录片。由亨利的研究专家大卫·斯达克制作。凯瑟琳由米歇尔·亚伯拉翰（英语：Michelle Abrahams）扮演；
- 《亨利八世》[17]，2003年ITV电视剧。艾蜜莉·布朗扮演凯瑟琳。剧中凯瑟琳通奸的原因是迫于家族压力，试图生下继承人的无奈之举；
- 《都鐸王朝》（The Tudors），2007年美國Showtime電視劇，由塔姆欣·茉全（英语：Tamzin Merchant）扮演凯瑟琳。

## 相关传记
- 《凯瑟琳·霍华德》（Katherine Howard），杰西卡·史密斯（Jessica Smith），1972年
- 《离婚砍头活：女权主义者重新解读亨利八世的妻子们》（Divorced, Beheaded, Survived: Feminist Reinterpretation of the Wives of Henry VIII），凯伦·林赛（Karen Lindsey），1999年，ISBN 0-201-40823-6
- 《六位妻子：亨利八世的王后们》（Six Wives : The Queens of Henry VIII），大卫·斯塔克（David Starkey），2004年再版，ISBN 0-06-000550-5
- 《亨利八世的六位妻子》（The Six Wives of Henry VIII）阿丽森·威尔（Alison Weir），1993年，ISBN 0-8021-3683-4
- 《都铎的悲剧：凯瑟琳·霍华德的生平和时代》（A Tudor tragedy: The life and times of Catherine Howard），雷西·鲍德温·史密斯（Lacey Baldwin Smith），1961年
- 《凯瑟琳·霍华德：都铎宫廷阴谋》（ Katherine Howard: A Tudor Conspiracy），乔安娜·丹尼（Joanna Denny），2005年
- 《王后的性生活》（Sex with the Queen），埃利诺·赫曼（Eleanor Herman），2006年，ISBN 0-06-084673-9

## 外部連結
- Geocities一個關於博林家族的網站，有關於凱瑟琳的章節
- 凯瑟琳生平简介，并附有肖像（页面存档备份，存于）
- “英国历史”网站上的相关页面（页面存档备份，存于）
- Google Earth上亨利八世的6位妻子（页面存档备份，存于）
- PBS网站亨利八世的6位妻子，详细描写了凯瑟琳处死前后的情况（页面存档备份，存于）
- 都铎历史网站上关于凯瑟琳的幽默故事（页面存档备份，存于）